# Orquesta Sinfónica de la NBC
La Orquesta Sinfónica de la NBC (en inglés, NBC Symphony Orchestra) fue una orquesta radiofónica establecida por David Sarnoff de la National Broadcasting Company especialmente para el director Arturo Toscanini. La Sinfónica de la NBC interpretó conciertos en la radio todas las semanas con Toscanini y otros directores y sirvió como orquesta de la casa para la cadena, entre el 13 de noviembre de 1937 y 1954, cuando se disolvió.
El primer concierto retransmitido por la NBC fue el 13 de noviembre de 1937 bajo la dirección de Pierre Monteux. Toscanini dirigió diez conciertos aquella primera temporada, haciendo su debut con la NBC el 25 de diciembre de 1937. Además de sus conciertos semanales la Orquesta Sinfónica de la NBC hizo muchas grabaciones para RCA Victor de sinfonías, música coral y óperas. Los conciertos televisados empezaron en marzo de 1948 y siguieron hasta marzo de 1952.  
Toscanini lideró la Sinfónica de la NBC durante 17 años. Bajo su dirección la orquesta hizo una gira por Sudamérica en 1940 y los Estados Unidos en 1950. Entre los directores de orquesta invitados estuvieron la mayor parte de los más destacados de la época: Monteux, Ernest Ansermet, Erich Kleiber, Erich Leinsdorf, Charles Munch, Fritz Reiner, George Szell, Bruno Walter, y el joven Lorin Maazel, entre otros. 
Leopold Stokowski fue el director principal en 1941-1944 con un contrato de tres años después de una disputa entre Toscanini y la NBC. En esta época Toscanini siguió dirigiendo la orquesta en una serie de conciertos públicos para la ayuda de guerra. Regresó como codirector con Stokowski en las temporadas 1942-43 y 1943-44, tomando pleno control después. Tras el retiro de Toscanini en la primavera de 1954, la NBC disolvió la orquesta, para aflicción de Toscanini. El último concierto retransmitido (grabado tanto en mono como en estéreo) tuvo lugar en el Carnegie Hall el 4 de abril de 1954, y las últimas sesiones de grabación se terminaron a principios de junio de 1954. 